# Gustavo Gaviria
Gustavo de Jesús Gaviria Rivero (Pereira, 25 de diciembre de 1946 - Medellín, 11 de agosto de 1990), alias de El León,fue un narcotraficante colombiano, miembro del Cartel de Medellín. 
Era el segundo al mando y encargado de las finanzas de la organización delictiva, además de lugarteniente de su primo Pablo Escobar.
Murió el 11 de agosto de 1990 en Medellín, Colombia, durante un enfrentamiento con la Policía Nacional como parte de la operación Apocalipsis Fase II.
.

## Biografía

### Trayectoria delictiva
Empezó su carrera delictiva a principios de la década de los setenta junto a su primo y socio Pablo Escobar. 
Luego de varios años dedicados al hurto de automóviles, contrabando y sicariato al servicio de Alfredo Gómez López, alias el padrino, el mayor contrabandista de la época,  Gaviria y su primo incursionaron en el narcotráfico, transportando cocaína desde Perú y Ecuador hasta Colombia.
En 1976 fueron detenidos cerca de Medellín, cuando llevaban camuflados en la llanta de un camión casi 20 kilos de cocaína. Estuvo detenidos tres meses junto con Escobar y otros seis hombres más.
Tras años actuando como mano derecha de Escobar, pasó a ser el segundo al mando del Cartel de Medellín después de la muerte de Gonzalo Rodríguez Gacha, alias "El Mexicano", en diciembre de 1989.

### Muerte
La Policía Nacional de Colombia reportó el 11 de agosto de 1990 que, como parte de la operación Apocalipsis Fase II, tuvo un enfrentamiento con Gustavo Gaviria en una casa en el barrio Laureles de Medellín. Gaviria, que había opuesto resistencia, murió en el cruce de disparos.
Gaviria fue enterrado en el cementerio Jardines Montesacro en Medellín, cerca de la tumba de Pablo Escobar.

## En la cultura popular
Escobar, el patrón del mal (2012), serie de televisión colombiana del Canal Caracol, interpretado por el actor Christian Tappan.
Narcos (2015), serie original de Netflix, interpretado por Juan Pablo Raba.